# Orilla del Llano
Orilla del Llano är en ort i Mexiko.   Den ligger i kommunen Fresnillo och delstaten Zacatecas, i den centrala delen av landet, 600 km nordväst om huvudstaden Mexico City. Orilla del Llano ligger 2 059 meter över havet och antalet invånare är 117.
Terrängen runt Orilla del Llano är huvudsakligen en högslätt. Orilla del Llano ligger nere i en dal. Runt Orilla del Llano är det ganska glesbefolkat, med 38 invånare per kvadratkilometer. Närmaste större samhälle är Plateros, 17,2 km väster om Orilla del Llano. Omgivningarna runt Orilla del Llano är i huvudsak ett öppet busklandskap.